# Cecil Chesterton
Cecil Edward Chesterton (1879-1918) est un journaliste et commentateur politique anglais, socialiste, catholique et promoteur du « distributisme », rédacteur en chef du journal The New Witness au moment du scandale Marconi. Il est le frère de l'écrivain G. K. Chesterton.

## Biographie
Né à Kensington, dans Londres, il a étudié à la Slade School of Art puis a rejoint en 1901, à 22 ans, la Fabian Society, un club de réflexion socialiste qui réunissait alors une partie de l’élite intellectuelle anglaise. Après avoir été arpenteur pour l’agence immobilière familiale, il se lance dans l'édition et publie en 1908 une biographie critique de son frère l'écrivain G. K. Chesterton, intitulée G. K. Chesterton, a Criticism. Proche à la fois des socialistes et des catholiques, il se lie en 1911 avec Hilaire Belloc, avec qui il publie The Party System, une critique du système des partis anglais, et fonde le « courant distributiste ». Puis il rachète son hebdomadaire Eye-Witness alors en difficulté qu'il rebaptise The New Witness. Le journal se spécialise dans la dénonciation de la corruption politique et de l’entente entre les milieux politiques et financiers, au service de la recherche d’une troisième voie entre socialisme et capitalisme.
Au moment du Scandale Marconi, une affaire de délit d'initié impliquant plusieurs ministres, rendue encore plus choquante par le naufrage du Titanic, il publia dès le 8 août son premier article sur le sujet sous le titre « The Marconi Scandal », dénonçant un accord secret entre Godfrey Isaacs et Herbert Samuel pour favoriser la constitution d'un monopole et la corruption à l'occasion d'un grand contrat accordé par le gouvernement à la Compagnie Marconi. Le tribunal condamna Cecil Chesterton à une amende de cent livres sterling, le jugeant coupable de diffamation, tout en se gardant bien de juger le fond de l’affaire. Son frère, le journaliste et écrivain G. K. Chesterton, qui collaborait au Daily News depuis le 6 janvier 1901, fut licencié le 1er février 1913 et dut trouver refuge au Daily Herald, un journal qui venait d’être lancé par les milieux syndicalistes et socialistes.